# Journal of Medical Internet Research
El  Journal of Medical Internet Research es una revista médica de acceso abierto y revisada por pares establecida en 1999 que cubre la salud electrónica y la "atención médica en la era de Internet". El editor en jefe es Gunther Eysenbach. El editor es JMIR Publications.

## Contenido
El contenido de JMIR se centra, según sus editores, en tecnologías emergentes, dispositivos médicos, aplicaciones, ingeniería y aplicaciones informáticas para la educación del paciente, la prevención, la salud de la población y la atención clínica.

## Editorial
La revista es publicada por JMIR Publications, que fue cofundador de la Open Access Scholarly Publishers Association y también es conocida por otros títulos de revistas, que se centran principalmente en subtemas específicos dentro de eHealth, como mHealth (JMIR mHealth y uHealth), juegos serios (JMIR Serious Games), salud mental (JMIR Mental Health) y cáncer (JMIR Cancer).

## Impacto
Según el Journal Citation Reports, la revista tuvo un factor de impacto de 4 945 en 2016, ubicándose en primer lugar de 22 revistas en la categoría "Informática médica"  y cuarto lugar de 90 revistas en la categoría "Ciencias y servicios de cuidados de la salud" (Health Care Sciences & Services).
Según una encuesta realizada entre 398 expertos en informática sanitaria en 2015, la revista se clasificó como una revista de primer nivel en el campo de la informática sanitaria.